# Музей-садиба Івана Горбачевського
Музей-садиба Івана Горбачевського — меморіальний музей українського хіміка, гігієніста й епідеміолога, громадсько-політичного, освітнього діяча, академіка ВУАН, дійсного члена НТШ Івана Горбачевського в селі Зарубинцях Тернопільського району Тернопільської області. Пам'ятка історії місцевого значення, охоронний номер 1433.

## Історія створення
Садиба Горбачевських відновлена Тернопільським державним медичним університетом. Музей відкритий у 2004 році.
Від 2004 року, який з ініціативи ЮНЕСКО оголосили роком Івана Горбачевського з нагоди його 150-річного ювілею, в музеї-садибі проводять «Горбачевські читання». Викладачі й студенти виступають із доповідями, повідомленнями та спогадами про видатного вченого.
У жовтні 2010 року поруч із музеєм-садибою відбулося урочисте відкриття навчально-практичного центру первинної медико-санітарної допомоги.

## Експозиція

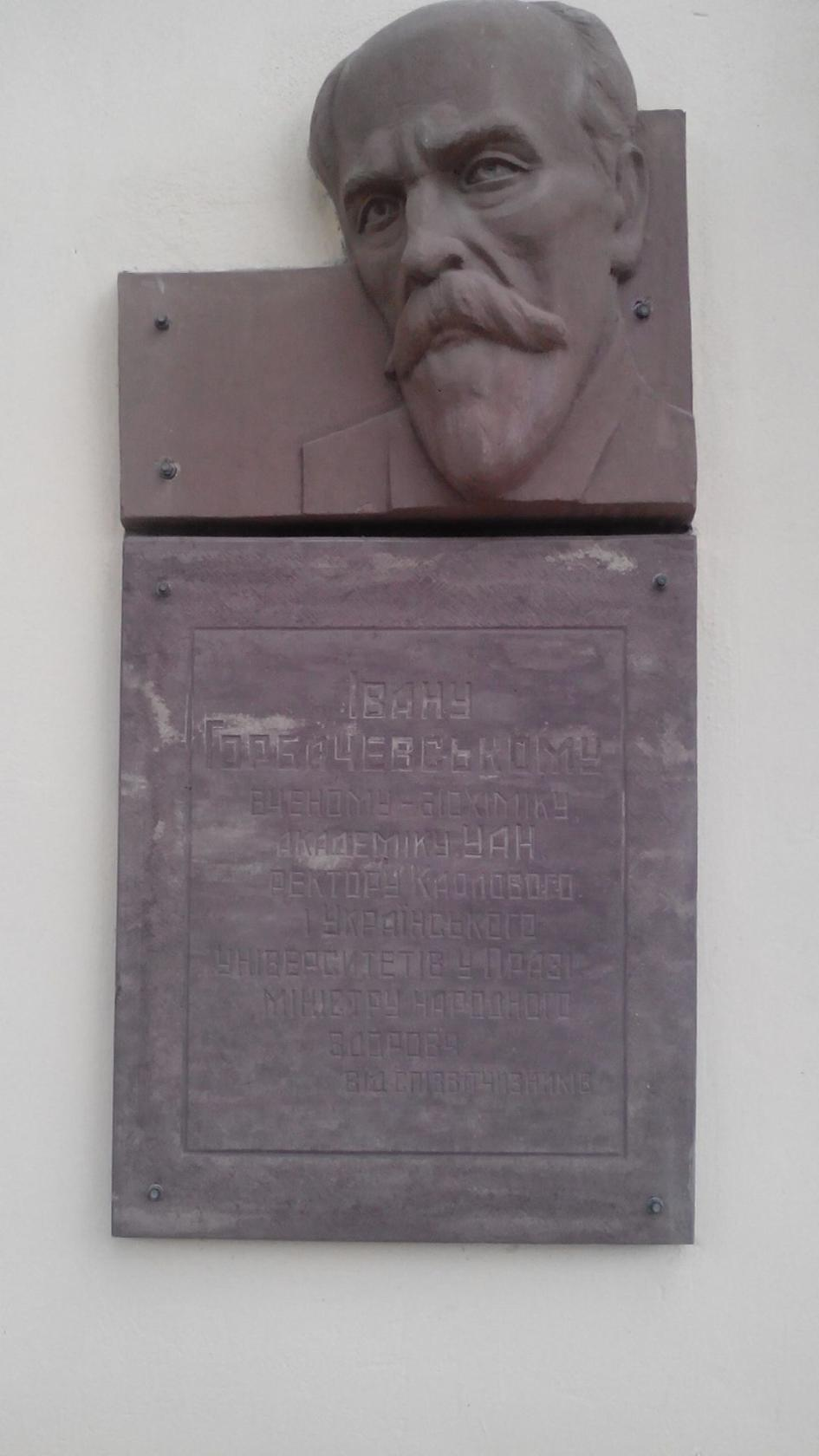
Меморіальна дошка Іванові Горбачевському на фасаді садиби

У музеї представлені документи і предмети, що ілюструють життєвий та науковий шлях Івана Горбачевського.
Деякі з них зберегла й подарувала музею-садибі онука Антона Горбачевського — Ірина-Романа Носик, мистецтвознавець, графік з канадського міста Торонто.
Серед речей академіка є серветка, вишита донькою Івана Горбачевського під час учителювання на Закарпатті, а також вишивки, які академіку подарувала Олена Пчілка.